# رايموند بويس
رايموند بويس (28 يونيو 1891 في أستراليا - 20 يناير 1941) (بالإنجليزية: Raymond Boyce)‏ هو لاعب كريكت أسترالي.

## وصلات خارجية
- رايموند بويس على موقع إي آس بي آن كريك إنفو (الإنجليزية)